# Imotski
Imotski (Italiaans: Imoschi; Latijn: Emotha, later Imota; Duits: Eimot) is een kleine stad in het achterland van Dalmatië in Kroatië. De stad ligt aan de grens met Bosnië en Herzegovina, bij de Bosnische stad Posušje. Er wonen 4.347 mensen, maar in de gehele gemeente 10.213 mensen. Imotski is bekend door het fort bij het Blauwe meer en het Rode meer.

## Geboren
- Dinko Šakić (1921), Kroatisch oorlogsmisdadiger
- Neda Ukraden (1950), Joegoslavisch zangeres
- Zvonimir Boban (1968), Kroatisch voetballer
- Silvija Talaja (1978), Kroatisch tennisspeelster

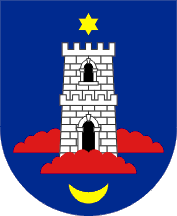
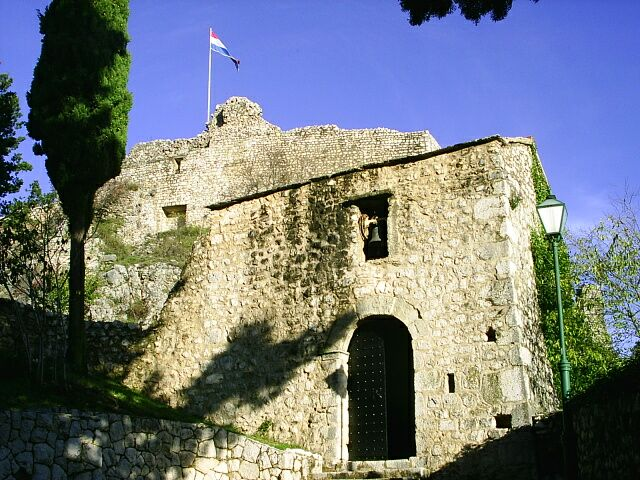
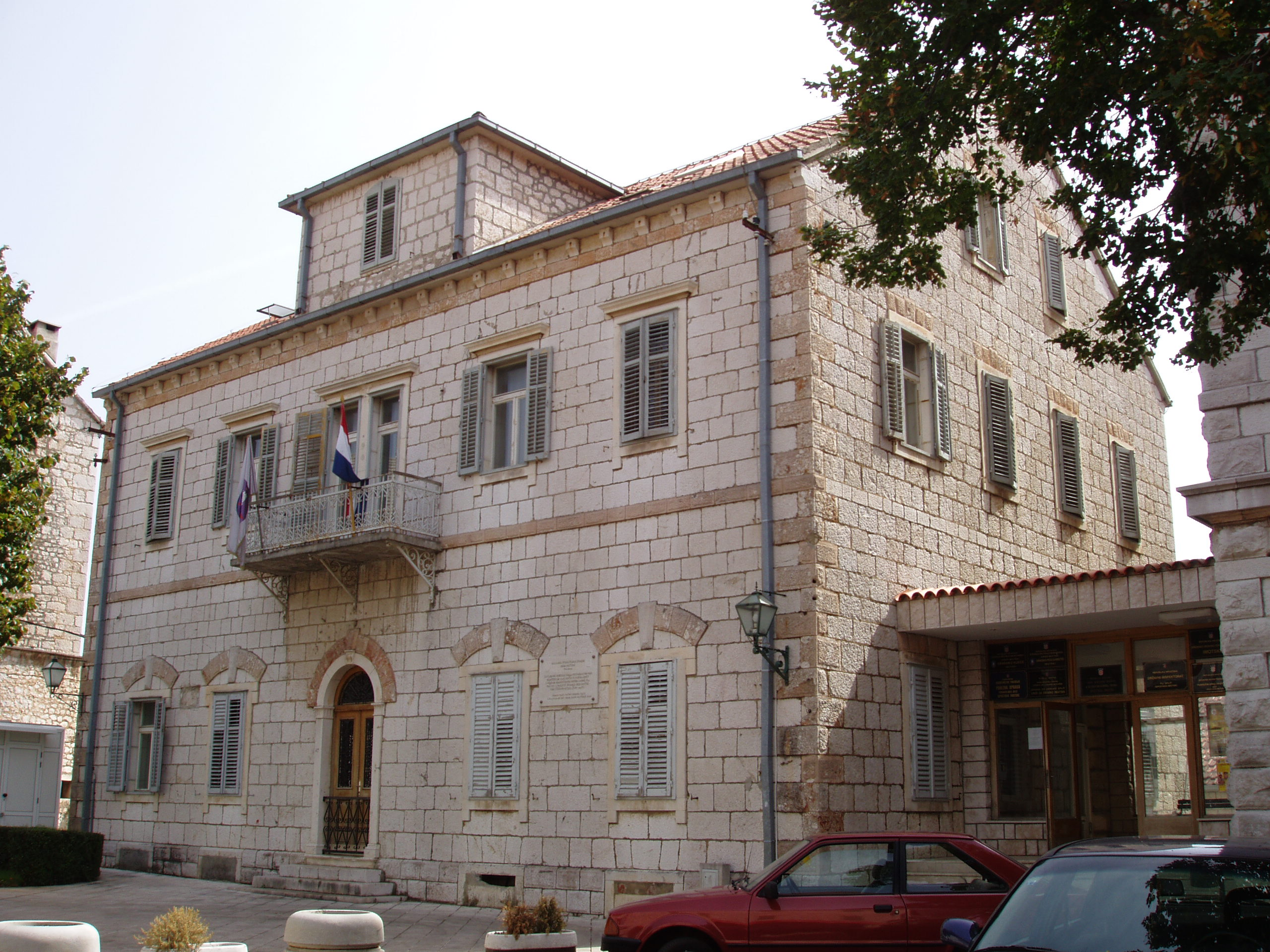
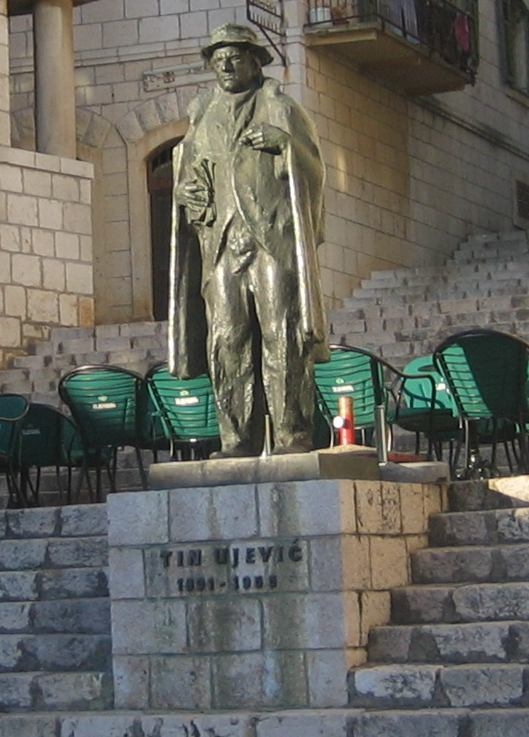
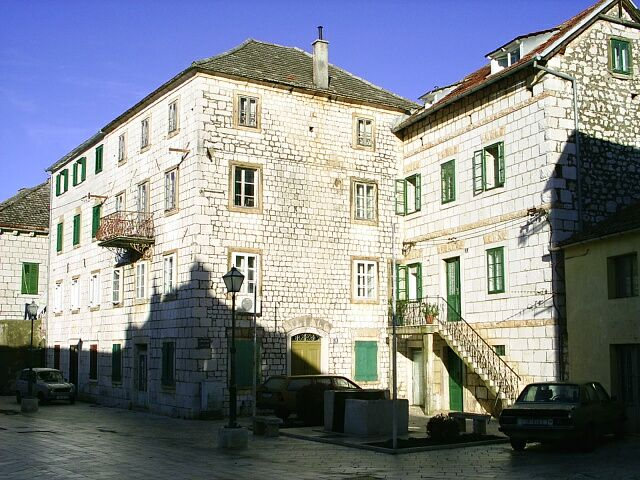
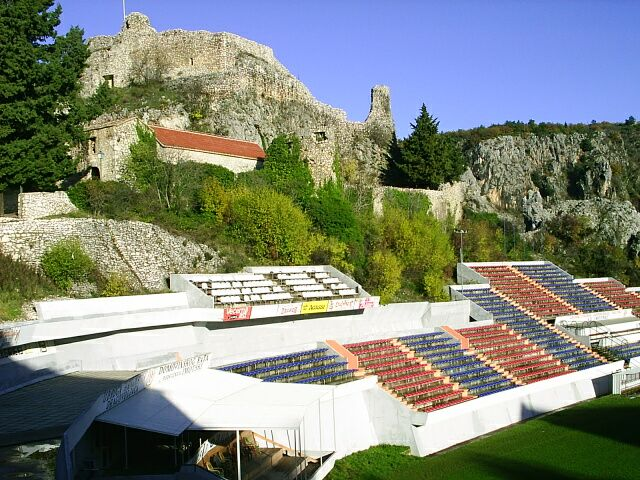
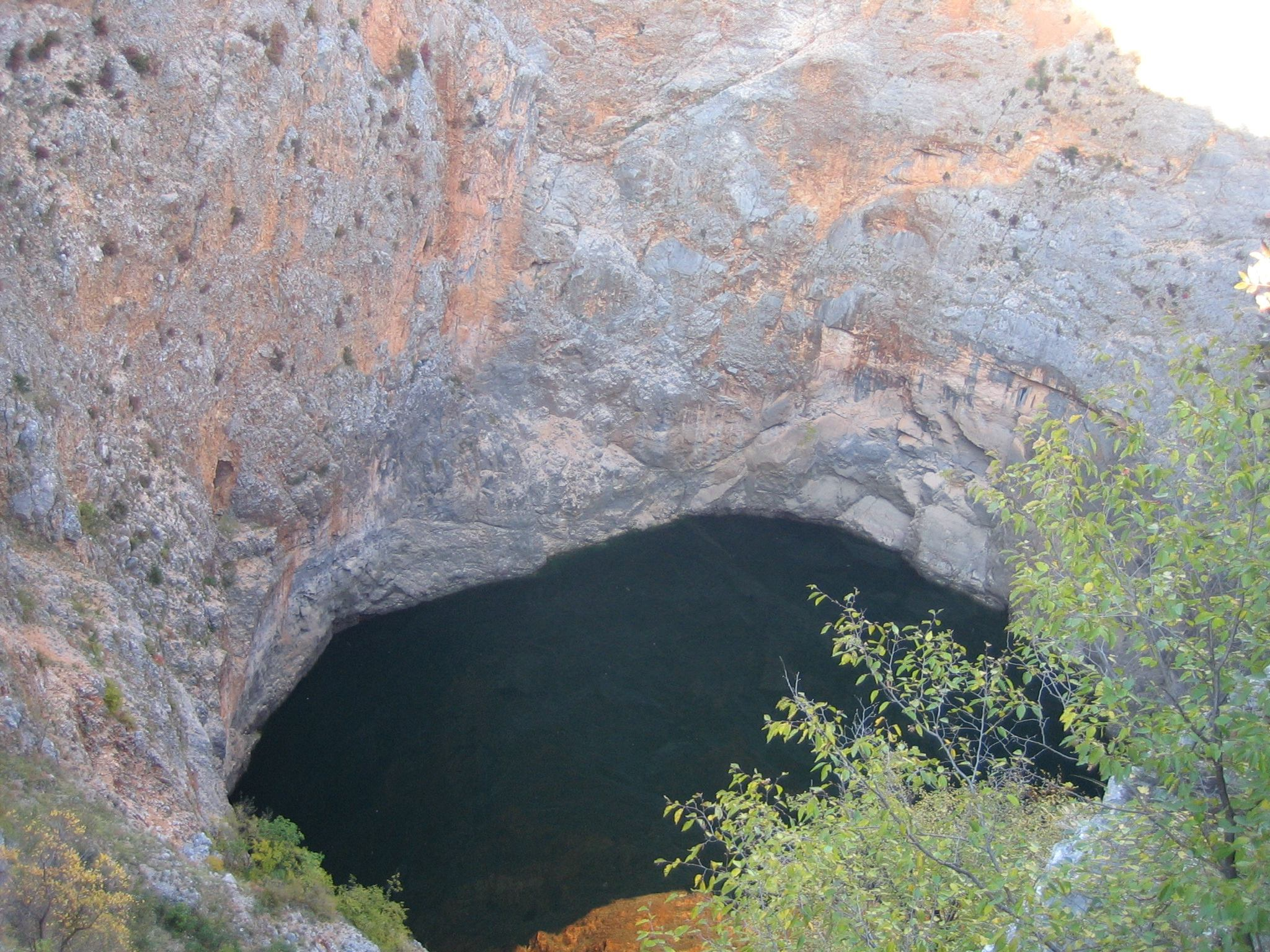

Steden (gradovi): Split · Hvar · Imotski · Kaštela · Komiža · Makarska · Omiš · Sinj · Solin · Stari Grad · Supetar · Trilj · Trogir · Vis · Vrgorac · Vrlika

Gemeenten (općine): Baška Voda · Bol · Brela · Cista Provo · Dicmo · Dugi Rat · Dugopolje · Gradac · Hrvace · Jelsa · Klis · Lećevica · Lokvičići · Lovreć · Marina · Milna · Muć · Nerežišća · Okrug · Otok · Podbablje · Podgora · Podstrana · Postira · Prgomet · Primorski Dolac · Proložac · Pučišća · Runovići · Seget · Selca · Sućuraj · Sutivan · Šestanovac · Šolta · Tučepi · Zadvarje · Zagvozd · Zmijavci